# نای (مونتانا)
نای (به انگلیسی: Nye) یک منطقهٔ مسکونی در ایالات متحده آمریکا است که در شهرستان استیلواتر، مونتانا واقع شده‌است. نای ۲۷۲ نفر جمعیت دارد و ۱٬۴۸۰٫۴۳ متر بالاتر از سطح دریا واقع شده‌است.